# 克羅伊登區
克羅伊登區（英語：London Borough of Croydon，/lʌndən bʌɹə ɒv 'kɹɔɪdn/ⓘ）是英國英格蘭大倫敦外倫敦的自治市，人口337,000，面積86.52km²。

## 外部連結
- （英文）克羅伊登區政府網

51°20′N 0°05′W / 51.333°N 0.083°W